# أرنولد لازاروس
أرنولد لازاروس (بالإنجليزية: Arnold Lazarus)‏ هو معالج نفسي وعالم نفس أمريكي وجنوب أفريقي، ولد في 27 يناير 1932 في جوهانسبرغ في جنوب أفريقيا، وتوفي في 1 أكتوبر 2013 في برينستون في الولايات المتحدة.